# Мустьяла (волость)
Мустьяла (ест. Mustjala vald) — волость в Естонії, у складі повіту Сааремаа.

## Положення
Площа волості — 235,97 км², чисельність населення на 1 січня 2009 року становила 755 осіб.
Адміністративний центр волості — село Мустьяла. До складу волості входять ще 20 сіл: Ванакуб'я (Vanakubja), Вигма (Võhma), Кірума (Kiruma), Куґалепа (Kugalepa), Кюдема (Küdema), Лійкюла (Liiküla), Лійва (Liiva), Мерізе (Merise), Мустьяла (Mustjala), Ніназе (Ninase), Огтья (Ohtja), Паатса (Paatsa), Пагапіллі (Pahapilli), Панґа (Panga), Рагтла (Rahtla), Селґазе (Selgase), Сілла (Silla), Таґаранна (Tagaranna), Туйу (Tuiu), Яуні (Jauni), Ярізе (Järise).
У волості розташовані озера Каанда-Ярв, Коесе-Ярв, Конаті-Ярв, Коору-Ярв, Ламмаслагт, Лінаярв, Ліїсагу-Ярв, Наваярв, Охтья-Ярв, Рахтла-Ківіярв, Руусмеца-Ярв, Ярісе-Ярв, Яуні-Ярв, Яхаярв.